# أخوية القبر المقدس
أخوية القبر المقدس (باليونانية: Ιερά Αγιοταφιτική Αδελφότητα) هي أخوية رهبانية أرثوذكسية شرقية تحرس كنيسة القيامة وغيرها من المقدسات المسيحية الموجودة في فلسطين. تأسست أخوية القبر المقدس في شكلها الحالي أثناء الانتداب البريطاني في فلسطين (في الفترة ما بين عامي 1920-1948)، وكان يترأسها بطريرك القدس للروم الأرثوذكس، وتدير الأخوية أيضًا الكنيسة الأرثوذكسية اليونانية في القدس، وتقوم بتعيين المطارنة، ورؤساء الأساقفة، والأساقفة، والرهبان.
تتخذ أخوية القبر المقدس من التابوس شعارًا لها، والتابوس τάφος هي كلمة تعني "القبر" باللغة اليونانية ويُرمز لها بالحرفين اليونانيين تاو τ وفاي φ، ويمكن رؤية هذين الحرفين في معظم المباني الأرثوذكسية اليونانية الواقعة في القدس، ويُشير القبر المقدس إلى حجرة دفن يسوع المسيح حيث يُعتقد أن قبره موجود داخل كنيسة القيامة. يقع مقرّ أخوية القبر المقدس الدير المركزي للقديسين قسطنطين وهيلين في جهة الشمال الشرقي من دير ميغالي باناجيا بمدينة القدس.

## الخلفية التاريخية

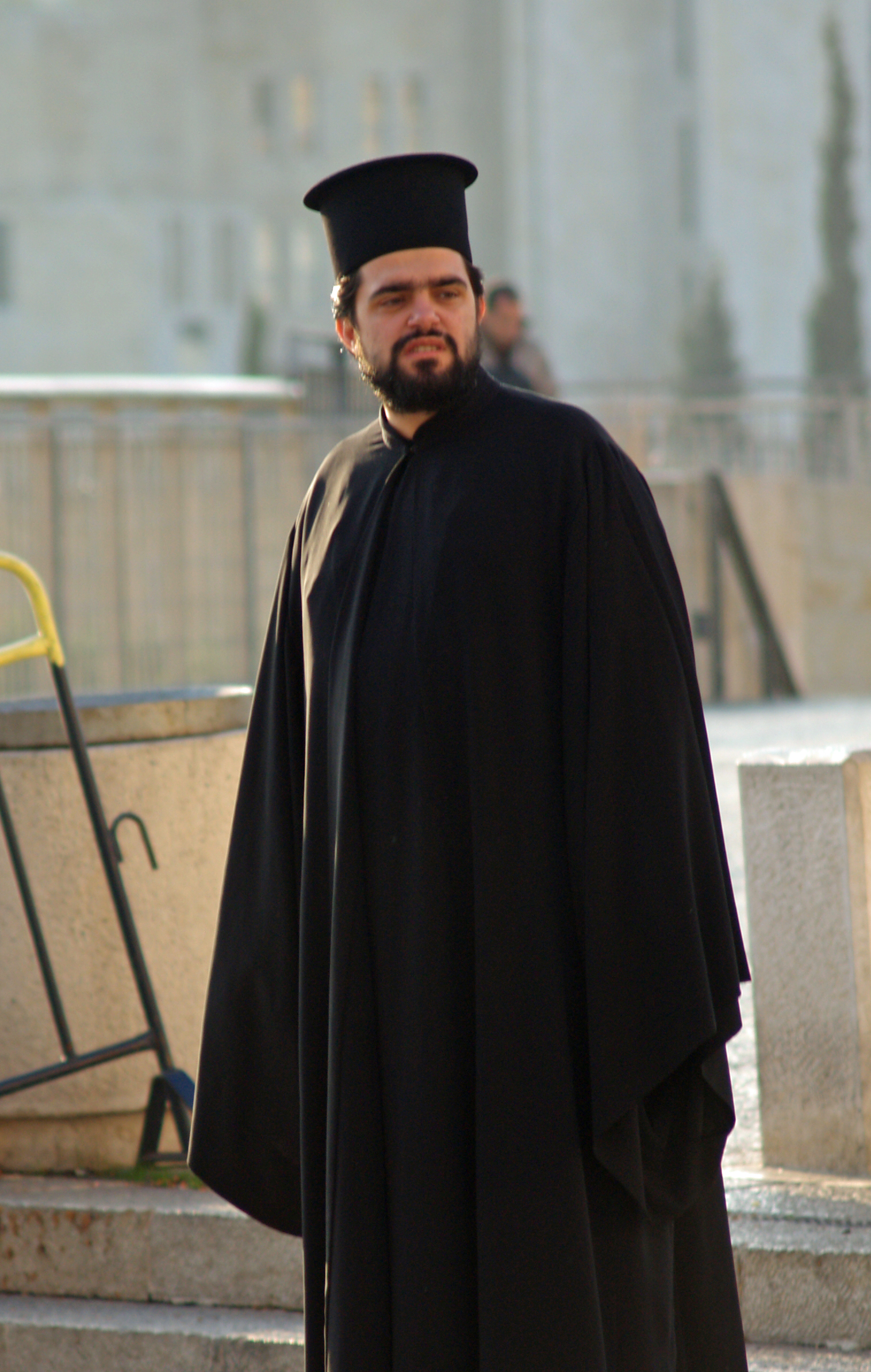
أحد كهنة الروم الأرثوذكس المنتمين لأخوية القبر المقدس في القدس

بدأت الهيمنة على كنيسة القيامة في القدس تتأرجح بين الفرنسيسكان والأرثوذكس بدءًا من عام 1555، فكان الطرف الذي يتمكّن من الحصول على فرمان من الباب العالي هو من يُسيطر على الكنيسة وممتلكاتها، وغالبًا ما كان الحصول على هذه الفرمانات يتم عن طريق الرشوة الصريحة، وفي أحيان قليلة عن طريق استخدام العنف. وفي عام 1757 سئمًت جميع الأطراف حالة الصراع الموجودة، وأصدر الباب العالي فرمانًا يقسم الكنيسة بين الأرثوذكس والفرنسيسكان، ثُم تأكّد ذلك في عام 1852 مع صدور فرمان آخر جعل هذا النظام دائمًا، مما أحدث نوع من التقسيم الإقليمي بين المجتمعات الموجودة في الكنيسة.

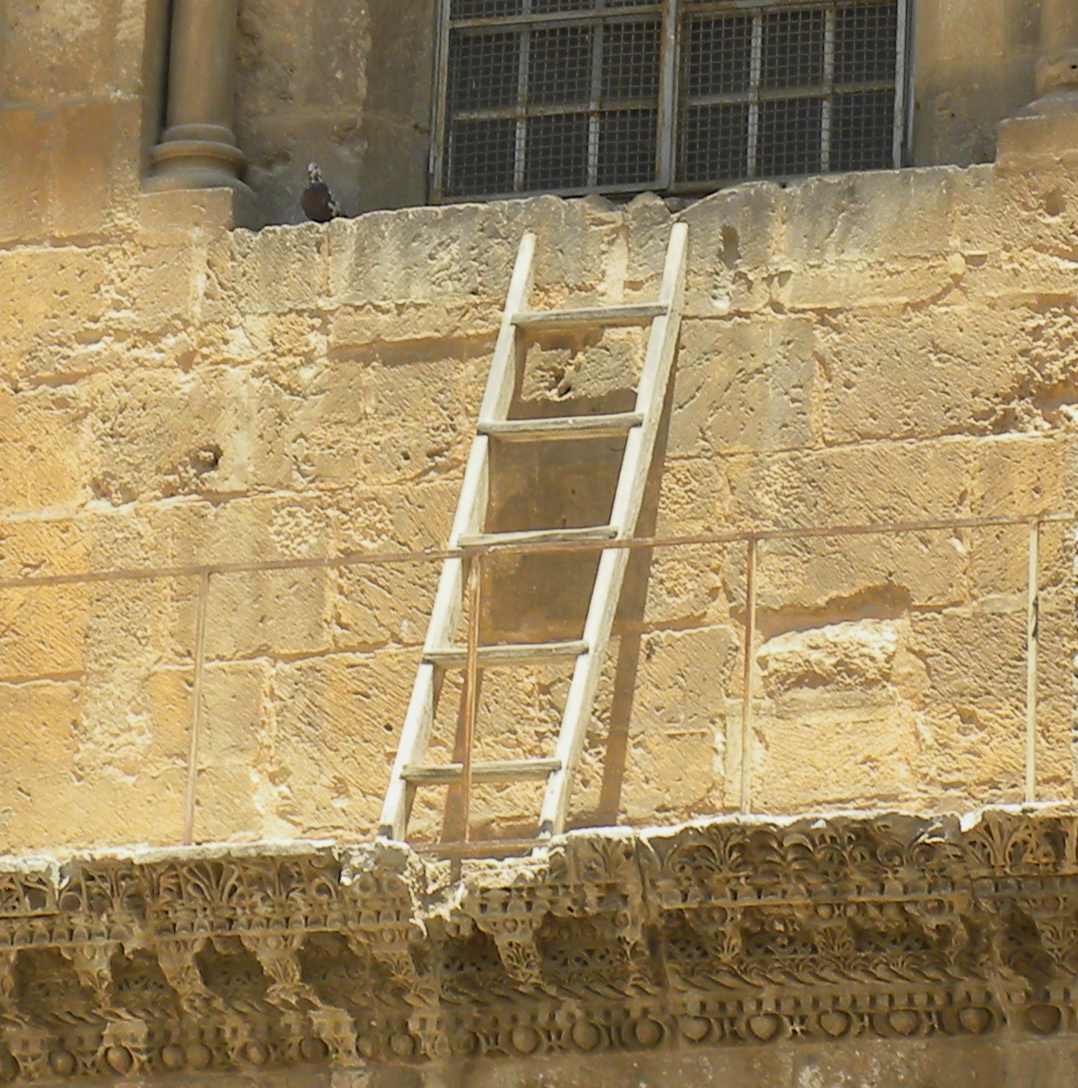
السلم الثابت أعلى مدخل الكنيسة في عام 2011

حظي الأرثوذكس اليونانيون نتيجة لهذه الفرمانات بنصيب الأسد وأصبحوا الحراس الأساسيون للكنيسة والأماكن المقدسة التابعة لها، ويليهم المرسلون الفرنسيسكان في خدمة الأرض المقدسة، والمسؤولين الفرنسيسكان، والمنتسبين إلى الكنيسة الرومانية الكاثوليكية والكنائس الأرثوذكسية الشرقية وكنائس الأرمن الرسولية. وفي القرن التاسع عشر، اصبح الأقباط الأرثوذكس والأثيوبيون الأرثوذكس والسريان الأرثوذكس يملكون صلاحيات أقل وقدر أقل من الأراضي والممتلكات والأضرحة والمباني الأخرى الملحقة بمبنى الكنيسة وحوله، كما تم تنظيم أوقات وأماكن العبادة لكل مجتمع بشكل صارم في المناطق المشتركة.
ووفقًا للفرمانات كان لا يجوز إعادة ترتيب أي جزء مما تم تحديده كأرض مشتركة دون موافقة جميع المجتمعات. وكان هذا يؤدي غالبًا إلى إهمال الإصلاحات التي تكون الكنيسة في حاجة ماسة إليها عندما لا تتمكن جميع مجتمعات الكنيسة من التوصل إلى اتفاق فيما بينها حول الشكل النهائي للمشروع. أدى مثل هذا الخلاف إلى تأخير تجديد المدرسة الملحقة بالكنيسة. لا زالت نتائج هذا الوضع ظاهرة بوضوح على حافة إحدى النوافذ الموجودة أعلى مدخل الكنيسة، حيث وضع شخص ما سلمًا خشبيًا هناك في وقت ما قبل عام 1852 عندما حددت الفرمان العثماني الأبواب وحواف النوافذ كأرضية مشتركة بين جميع مجتمعات الكنيسة، فبقي السلم هناك وفي نفس الوضع تقريبًا حتى يومنا هذا.
لا تتحكم أي من مجتمعات الكنيسة في المدخل الرئيسي لها. وفي عام 1192م، أسند صلاح الدين الأيوبي المسؤولية إلى عائلة مسلمة كانت تُعرف باسم عائلة "آل جودة"، وهي عائلة نبيلة لها تاريخ طويل عهد إليها بالمفاتيح كأوصياء. واستمر هذا النظام في العصر الحديث.
لم يؤدي هذا الوضع إلى تهدئة التوتر وإيقاف أعمال العنف التي استمرت في التأجج بين الحين والآخر حتى في العصر الحالي. فعلى سبيل المثال، في أحد أيام الصيف الحارة عام 2002 قام راهب قبطي متمركز على السطح للتعبير عن مطالبات الأقباط بالأراضي الإثيوبية هناك بنقل كرسيه من مكانه المتفق عليه إلى الظل. ففسر الإثيوبيون هذا السلوك على أنه تحرك عدائي، مما أدى إلى نشوب مشاجرة أدخل على إثرها أحد عشر شخصًا إلى المستشفى.
وقع حادث آخر في عام 2004 خلال الاحتفالات الأرثوذكسية بعيد رفع الصليب المقدس عندما تُرك باب الكنيسة الفرنسيسكانية مفتوحًا، فأعتبر هذا بمثابة إشارة على عدم احترامهم للأرثوذكس واندلعت معركة بالأيدي بين المتواجدين داخل الكنيسة، وقامت الشرطة بإلقاء القبض على عدد من الأشخاص، ولكن لم يصب أحد بجروح خطيرة.
في أحد الشعانين في نيسان (أبريل) عام 2008 اندلع شجار بسبب طرد راهب يوناني من المبنى على يد أتباع فصيل منافس. وعند استدعاء الشرطة إلى مكان الحادث تعرض رجال الشرطة أيضًا لهجوم الُتمشاجرين الغاضبين. وفي نفس العام اندلع اشتباك آخر بين الرهبان الأرمن واليونانيين يوم الأحد 9 تشرين ثان (نوفمبر) 2008 خلال احتفالات عيد الصليب المقدس.

## الأماكن المقدسة
- كنيسة المهد في بيت لحم
- موقع معمودية السيد المسيح في نهر الأردن (المغطس وقصر اليهود)
- جبل طابور
- كنيسة مار جبرائيل في مدينة الناصرة مدينة البشارة
- بحر الجليل (المعروف أيضًا باسم بحيرة جينيسارت وبحر طبريا)
- كفرناحوم (بلدة يسوع المسيح)
- قانا
- بئر يعقوب في مدينة نابلس